# Dramatisches Gedicht
Dramatisches Gedicht bezeichnet den Sammelbegriff für alle Arten dramatischer Dichtung in gebundener Sprache (zum Beispiel Blankvers). Weder Gero von Wilperts Sachwörterbuch der Literatur noch das Basislexikon Literaturwissenschaftliche Terminologie haben für den Terminus einen eigenen Eintrag vorgesehen. Wählt ein Autor für sein Werk die Bezeichnung dramatisches Gedicht, so kann er damit verschiedene Absichten verfolgen. Es mag zum Beispiel sein, dass sich die Handlung des Dramas nicht ohne Weiteres einer der üblichen Gattungen (Komödie, Tragödie, bürgerliches Trauerspiel etc.) zuordnen lässt oder dass der Verfasser selbst deutlich machen möchte, dass sein Text nicht zur Aufführung bestimmt ist. 

## Liste bekannter Theaterstücke, die als dramatische Gedichte bezeichnet wurden
- Gotthold Ephraim Lessing – Nathan der Weise
- Friedrich Schiller – Don Karlos, Infant von Spanien
- Henrik Ibsen – Peer Gynt